# Buttler család
A párdányi báró és gróf Buttler család egy német eredetű, 1715-ben Magyarországon is honfiusíttatott nemesi család.

## Története Magyarországon
Az első Buttler, aki hazánk történetében jelentősebb szerepet játszott, báró Buttler János volt. 1696. május 7-én I. Lipót magyar királytólmagyar indigenátust nyert, majd az egri vár parancsnoka lett; ez a báró Buttler János a magyar Buttler család bárói ága alapítója. A magyar grófi ágat alapítója pedig Buttler János gróf, aki 1714. február 23-án III. Károly magyar királytól magyar indigenátust nyert. Ez a gróf Buttler János már korábban I. Lipóttól Heves vármegye területén, Erdőteleken kapott birtokot. Ennek a Jánosnak egy ugyancsak János nevű leszármazottja már a Torontál vármegyei Párdány községet is birtokolta, ahonnan a család az előnevét vette. Ő volt a család magyarországi ágának utolsó tagja, így sokat áldozott nemzeti és kulturális célokra. A család bajorországi ágából később is szerepeltek kisebb hivatalokban Buttlerek.
Mikszáth Kálmán Különös házasság című regényének központi figurája szintén párdányi gróf Buttler János, azonban az antiklerikális mű teljesen megmásítja gróf Buttler és gróf Dőry Katalin (a regényben: "báró Dőry Mária") házassága és későbbi pereskedése valóságos eseményeit. A házasság a valóságban önkéntes volt, csak később romlott meg, a házastársak későbbi több évtizedes pereskedése során Buttler ügyvédei koholták a házasságra kényszerítés vádját.

## A család kiemelkedő tagjai
- Dr. báró Buttler Elemér (1889–1970), főhadnagy, országgyűlési képviselő, jómódú földbirtokos.[8]
- báró Buttler Sándor (1865–1942), huszárőrnagy, a nyírpazonyi Hangya Szövetkezet elnöke, a Szabolcs vármegyei cserkészet örökös díszelnöke, földbirtokos.